# ザマフシャリー
ザマフシャリー（Abu al-Qasim Mahmud ibn Umar al-Zamakhshari、1075年 - 1144年）は、イスラームのイラン系の神学者、文献学者、文法学者。
ホラズム地方辺境のザマフシャルという村落で誕生する。
故郷のホラズムで勉学に努め、ニーシャープール、ブハラ、エスファハーンなどの地を遍歴した。1108年にマッカ（メッカ）巡礼（ハッジ）に出発、マッカではカアバ神殿の近くに居住したため、「ジャールッラー」（アッラーの隣人）と呼ばれた。マッカではイブン・ワッハースに師事した。
マッカ巡礼を終えた後は、主に出身地のホラズムで活躍した。1134年にクルアーンの注釈書『啓示の深奥の真理と解釈の要点における見解の泉の開示者』を完成させた。1144年に死去、遺体はホラズム地方のジャルジャーニーヤに埋葬された。
イラン系の出身であるにもかかわらず、ペルシア語に対するアラビア語の絶対的な優位性を主張した。『啓示の深奥の真理と解釈の要点における見解の泉の開示者』では、クルアーンをアラビア語学、文法的な解釈によって分析した。注釈書には異端に分類されるムウタズィラ派の立場による解釈も含まれるが、それにもかかわらずスンナ派から最も重要な解釈書のひとつとして評価されている。
彼が著した文法書には、『修辞学の基礎』がある。